# Panorama de Plewna
El panorama de Plewna es tracta d'un panorama pintat pel pintor francès Paul Philippoteaux. S'anomena així perquè representava la batalla de Plewna, una ciutat de Bulgària, durant la guerra entre russos i turcs l'any 1877.
El panorama va ser exhibit per primera vegada l'any 1882 a Moscou (Rússia).

## El panorama de Plewna a l'Exposició Universal de Barcelona del 1888
El lloc de l'exposició del panorama estava ubicat a la cruïlla entre Gran Via i Rambla Catalunya de Barcelona. L'espai on es va exposar va ser dissenyat per l'arquitecte Antoni Rovira Rabassa.
Aquest panorama va estar a Barcelona durant els mesos de març fins a desembre de 1888, que coincidien amb els mesos de l'Exposició Universal a Barcelona. Segons la premsa contemporània (La Campana de Gràcia), durant els primers quatre mesos que el panorama va estar obert al públic, va rebre 193.836 visitants en total. Aprofitant l'èxit, l'empresa a càrrec va decidir portar alguns diorames del mateix pintor, Philippoteaux.
El panorama es podia visitar, a preu d'una pesseta, des de les 8 del matí fins a les 12 de la nit. De dia la llum era natural, però cap al tard i a la nit, quan era fosc, s'utilitzava l'enllumenat a gas. En la visita, es repartien programes on s'hi explicaven els fets històrics que es podien observar al panorama.
El panorama va ser enretirat de l'Exposició Universal el gener de 1889 i substituït per un altre sobre el Setge de París.